# Bet van Beeren
Elisabeth Maria (Bet) van Beeren (Amsterdam, 12 februari 1902 – aldaar 16 juli 1967) was uitbaatster van Café 't Mandje van 1927 tot haar overlijden in 1967. Van Beeren kwam openlijk uit als lesbisch, en in haar café was iedereen welkom ongeacht hun seksuele oriëntatie. Haar kleurrijke persoonlijkheid en haar beleid in Café 't Mandje hebben haar tot een icoon van het Amsterdamse uitgaansleven en de homo-emancipatie gemaakt.

## Jeugd
Van Beeren werd in 1902 in de Amsterdamse Jordaan geboren. Zij was het derde kind van Johannes Hendrik van Beeren (1875-1960) en Maria Johanna Brants (1879-1932), in een gezin van in totaal 14 kinderen. Haar vader was stratenmaker en haar moeder had eerst een logement, maar ging later als koopvrouw huizen langs. Voor het logement van haar moeder, De Rode Lantaarn in de Boomstraat, moesten de kinderen bier bottelen om te verkopen. Naar verhaal moest Van Beeren daarvoor een slang volzuigen om het bier uit een vat te krijgen waardoor ze nog al weleens aangeschoten op school kwam.
Later werkte Van Beeren in een blikfabriek, waar ze het tot voorvrouw schopte, en als visverkoper. Als vishandelaar kreeg ze de bijnaam "Betje Bokkum".

## Café 't Mandje
In 1927 nam Van Beeren van haar oom Ton Café 't Mandje over in de wijk Zeedijk, wat toentertijd nog Café Amstelstroom heette. Van Beeren doopte Amstelstroom om tot 't Mandje omdat haar moeder elke dag met een mandje eten kwam brengen. Onder Van Beeren kreeg 't Mandje een karakteristiek interieur. Zij vond het leuk als gasten een souvenir achterlieten en knipte van tijd tot tijd een stropdas van een bezoeker af om deze dan aan het plafond te bevestigen. Ook hingen er foto’s van leden van het koningshuis aan de muren. In het midden van het café stond een biljarttafel. Na de heropening in 2008 is geprobeerd het originele interieur zo goed mogelijk na te bouwen.
Het café was vooral na de oorlog erg populair, en Van Beeren kreeg daardoor de bijnaam "Koningin van de Zeedijk".

## Persoonlijkheid en seksualiteit
Van Beeren kwam open uit voor haar seksualiteit, en voerde dat door in haar café. Ze stond geen zoenen of ander ‘klef gedoe’ toe, met oog op de strenge zedenwetten, maar iedereen was welkom in Café 't Mandje, ongeacht geaardheid, klasse of beroep. Daardoor waren er in het café zowel zeelui, als hoeren, en zowel homo's als hetero's te vinden.
Op Koninginnedag werd de biljarttafel weggezet, en mocht er in het café gedanst worden. Dan danste man met man en vrouw met vrouw, zonder dit te hoeven verbergen.
Van Beeren kleedde zich hoe ze dat wilde. Vaak droeg ze een leren jas en broek, of een mantelpakje. Ze dronk jenever, rookte sigaren en reed op haar motor door de stad, soms met een vrouw achterop. Van Beeren trok zich er niets van aan wat anderen over haar en haar homoseksualiteit dachten. Ze was een stoere vrouw, een slim zakenmens en door haar openlijke homoseksualiteit een inspiratiebron voor anderen.
Het is bekend dat Van Beeren veel vrouwen veroverde, meestal hetero-vrouwen. Van een vaste relatie kwam het echter niet. Van Beeren was eenzaam en had de neiging vriendschap en liefde te kopen met het (vele) geld dat ze verdiende. Haar geld gaf ze ook vaak uit aan liefdadigheid, met name op de Zeedijk. Ze haalde bijvoorbeeld pooiers over om ouderen een dagje naar het strand te brengen, of organiseerde rolschaatsen voor de buurtkinderen. Als het Leger des Heils langskwam in het café moest iedereen een duit bijdragen aan de collecte.
Van Beeren dronk al vanaf jonge leeftijd veel alcohol, en was vaak dronken. Het wordt gezegd dat ze op latere leeftijd wel veertig biertjes per dag dronk.

## Oorlog
Op de Zeedijk waren tijdens de Tweede Wereldoorlog niet vaak Duitse soldaten te vinden om te voorkomen dat die zich daar in het uitgaansleven zouden storten. Van Beeren was Oranjegezind en hielp in die oorlog het verzet. Ze verborg wapens en onderduikers en deelde voedselbonnen uit.

## Overlijden
Van Beeren overleed op 65-jarige leeftijd aan een leverkwaal. Naar haar eigen wens werd ze opgebaard op haar biljarttafel. Na het overlijden van Van Beeren nam haar zus Greet van Beeren het café over. Greet was de jaren voor de dood van Van Beeren al het werk van Van Beeren aan het overnemen en stond achter de bar terwijl Van Beeren van een barstoel commentaar leverde. Café 't Mandje bleef nog 15 jaar open, tot Greet het in 1982 moest sluiten vanwege de toenemende heroïnehandel op de Zeedijk. Het interieur van het café werd ondanks de gesloten deuren door Greet afgestoft en gelucht en is daardoor goed bewaard gebleven. Uiteindelijk verkocht Greet het café door aan haar nichtje Diana van Laar, die het in 2008 heropende. Het café is ingericht op de manier zoals het in Van Beerens tijd moet zijn geweest.

## Erkenning

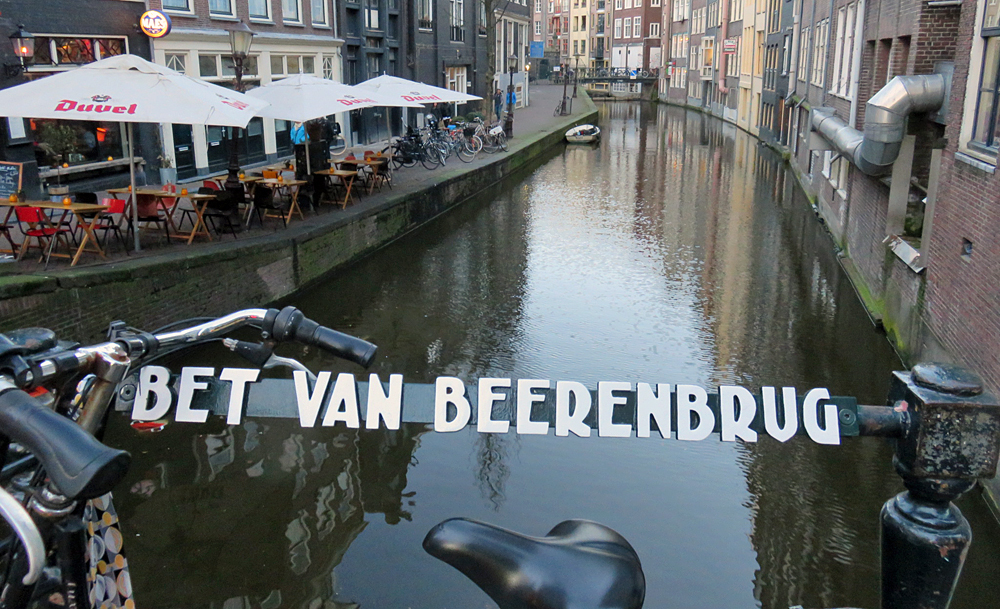
De Bet van Beerenbrug over de Oudezijds Achterburgwal

In haar leven kreeg Van Beeren niet de erkenning waar ze zo op hoopte. Twee keer liep ze een lintje mis vanwege haar levensstijl (lees: drankgebruik en seksualiteit), ondanks haar rol in de oorlog en haar liefdadigheid. Dit maakte haar bitter en eenzaam.
Pas na haar dood kreeg ze de erkenning die ze verdiende en werd ze een icoon in het Amsterdamse uitgaansleven en de homo-emancipatie. In 1977 werd bij het vijftigjarig bestaan van het café een gevelsteen geplaatst, die haar naam en dat van het café draagt.
Op 24 februari 2017, de dag dat Café 't Mandje zijn 90-jarig bestaan vierde, kreeg brug nr. 210 over de Oudezijds Achterburgwal de naam Bet van Beerenbrug. Voordien was deze brug officieel naamloos, maar werd in de volksmond de Stormsteegbrug genoemd.